# Jaka Ihbeisheh
Jaka Ihbeisheh (29 de agosto de 1986) é um futebolista profissional palestino que atua como meia.

## Carreira
Jaka Ihbeisheh representou a Seleção Palestina de Futebol na Copa da Ásia de 2015.